# Verndale (Minnesota)
Verndale est une ville du comté de Wadena, dans le Minnesota, aux États-Unis. La population était de 602 au recensement de 2010. 

## Histoire
Un bureau de poste appelé Verndale est en opération depuis 1878. La ville a été nommée pour Vernie Smith, la petite-fille d'un des premiers colons. 